# Utero didelfo
L'utero didelfo, o utero doppio, è una malformazione uterina.

## Etimologia
La parola deriva dal greco, dis che indica il numero due e delphys ovvero utero.

## Manifestazioni
Si mostrano due uteri distinti con una doppia cervice uterina e molto raramente si osservano due vagine. Spesso viene accompagnato da altre malformazioni congenite come l'agenesia renale

## Diagnosi
La risonanza magnetica è utile per individuare anomalie simili.